# Hildebrandslied

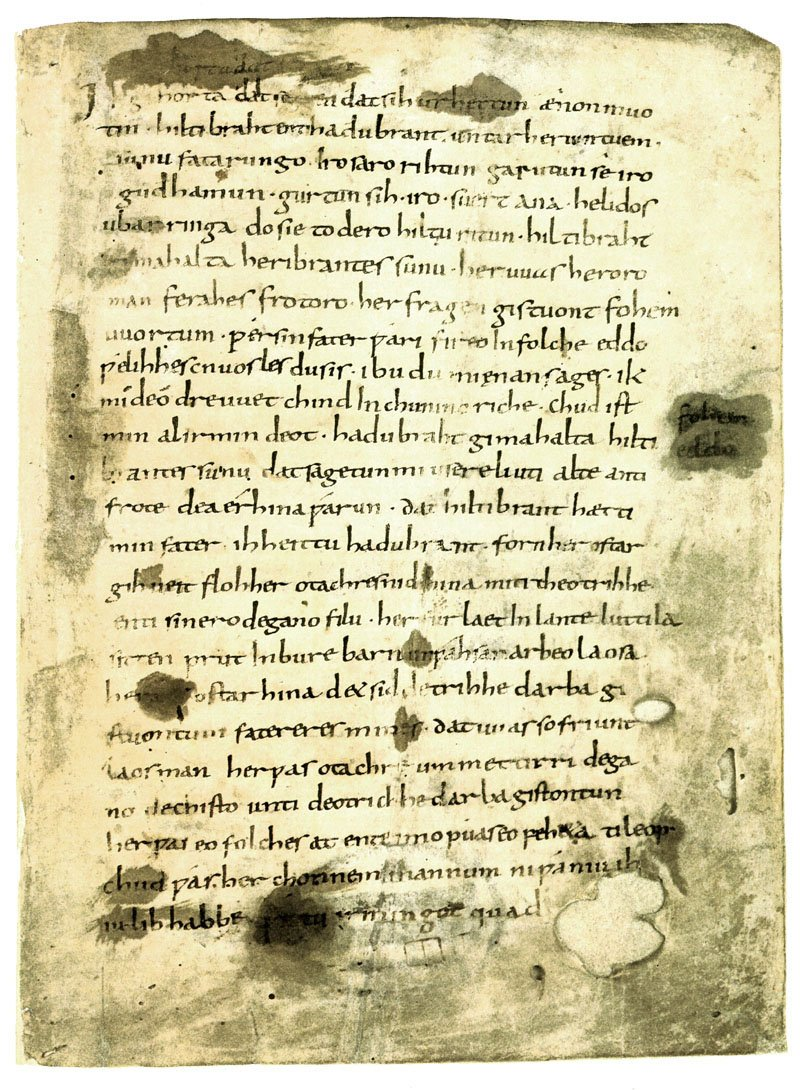
De eerste pagina van het Hildebrandslied.

Het Hildebrandslied is een Oudhoogduits epos, vermoedelijk uit de tweede helft van de 8e eeuw. Het verhaalt over de dappere wapenmeester Hildebrand. Hij ontmoet zijn zoon Hadubrand op het slagveld, maar ze herkennen elkaar niet en gaan een gevecht aan.
| origineel | vertaling |
| --- | --- |
| Hadubrant gimahalta, Hiltibrantes sunu: 'mit geru scal man geba infahan, ort widar orte. (...) du bist dir alter Hun ummet spaher, spenis mih mit dinem wortun, wili mih dinu speru werpan. pist also gialtet man, so du ewin inwit fortos. dat sagetun mi seolidante westar ubar wentilseo, dat inan wic furnam: tot ist Hiltibrant, Heribrantes suno'. Hiltibrant gimahalta, Heribrantes suno: 'wela gisihu ih in dinem hrustim, dat du habes heme herron goten, dat du noh bi desemo riche reccheo ni wurti'. 'welaga nu, waltant got [quad Hiltibrant], wewurt skihit. ih wallota sumaro enti wintro sehstic ur lante, dar man mih eo scerita in folc sceotantero: so man mir at burc enigeru banun ni gifasta, nu scal mih suasat chind suertu hauwan, breton mit siniu billiu, eddo ih imo ti banin werdan. doh maht du nu aodlihho, ibu dir din ellen taoc, in sus heremo man hrusti giwinnan, rauba birahanen, ibu du dar enic reht habes'. 'der si doh nu argosto [quad Hiltibrant] ostarliuto, der dir nu wiges warne, nu dih es so wel lustit, gudea gimeinun; niuse de motti, hwerdar sih hiutu dero hregilo rumen muotti, erdo desero brunnono bedero waltan'. do lettun se aerist asckim scritan, scarpen scurim: dat in dem sciltim stont. do stoptun to samane staim bort chludun, heuwun harmlicco huitte scilti unti imo iro lintun luttilo wurtun, giwigan miti wabnum ... | Hadubrand sprak, Hildebrands zoon: 'met de speer moet men gaven ontvangen, speerpunt tegen speerpunt (…) Jij bent een oude Hun, enorm sluw, je lokt me met je woorden, wilt je speer naar me werpen. Je bent een zo oude man geworden, (door)dat je altijd bedrog pleegde. Dat zeiden me zeevaarders vanuit het westen over de Wereldzee (komend), dat strijd hem wegnam: dood is Hildebrand, de zoon van Heribrand.' Hildebrand sprak, Heribrands zoon: 'Goed zie ik aan je harnas dat je thuis een rijke heer hebt, dat je uit dit rijk nog nooit verdreven werd.' 'Ach, almachtige God [sprak Hildebrand], onheil geschiedt. Ik zwierf zestig zomers en winters in vreemde landen, waar men mij altijd schaarde onder het strijdvolk: Terwijl men mij bij geen enkele vesting kon doden moet nu mijn eigen kind me met zijn zwaard vellen, neerslaan met zijn wapen, of ik moet zijn moordenaar worden. Je kunt nu gemakkelijk, als je kracht het toelaat, van een zo oude man het harnas veroveren, buit bemachtigen, als je daarop enig recht hebt.' 'Diegene [sprak Hildebrand] zou de lafste van de Oostlieden zijn, die je nu de strijd zou weigeren, nu je zo verlangt naar een duel; dat moet uitwijzen, Wie van ons beiden vandaag zijn wapenrusting moet ruimen, of deze beide harnassen zal bezitten". Toen lieten ze eerst de lansen van essenhout schrijden, met scherp geschut dat in de schilden bleef steken. Toen stootten ze op elkaar, de schilden weerklonken, ze sloegen angstwekkend in op blinkende schilden, tot hun lindenhouten schilden klein geworden waren, gekliefd door de wapens .... |

## Overeenkomst
Het verhaal van een tragische strijd tussen vader en zoon, die elkaar niet kennen, wordt ook verteld in het epos van de Perzische Rostam en Sohrab, Ierse Cú Chulainn en Connla en Russische Ilja Moeromets en Sokoljniek.